# Knocked Out Loaded
Knocked Out Loaded je čtyřiadvacáté studiové album amerického písničkáře Boba Dylana. Vydáno bylo v červenci roku 1986 společností Columbia Records a jeho producentem byl sám Dylan. Album obsahuje celkem osm písní a pouze ve dvou případech je Dylan jediným autorem. Na ostatních se jako spoluautoři podíleli například Sam Shepard a Tom Petty, ale jsou zde také písně, na kterých se Dylan autorsky vůbec nepodílel.

## Seznam skladeb
| Pořadí | Název                       | Autor                      | Délka |
| ------ | --------------------------- | -------------------------- | ----- |
| 1.     | You Wanna Ramble            | Little Junior Parker       | 3:14  |
| 2.     | They Killed Him             | Kris Kristofferson         | 4:00  |
| 3.     | Driftin' Too Far from Shore | Bob Dylan                  | 3:39  |
| 4.     | Precious Memories           | tradicionál, aranžmá Dylan | 3:13  |
| 5.     | Maybe Someday               | Dylan                      | 3:17  |
| 6.     | Brownsville Girl            | Dylan, Sam Shepard         | 11:00 |
| 7.     | Got My Mind Made Up         | Dylan, Tom Petty           | 2:53  |
| 8.     | Under Your Spell            | Dylan, Carole Bayer Sager  | 3:58  |